# Aplodactylidae
Az Aplodactylidae a sugarasúszójú halak (Actinopterygii) osztályának és a sügéralakúak (Perciformes) rendjéhez tartozó család.

## Rendszerezés
A családba az alábbi nemek és fajok tartoznak:
- Aplodactylus
  - Aplodactylus arctidens
  - Aplodactylus etheridgii
  - Aplodactylus guttatus
  - Aplodactylus punctatus
  - Aplodactylus westralis
- Crinodus
  - Crinodus lophodon